# Municipio de Galla
El municipio de Galla (en inglés: Galla Township) es un municipio ubicado en el condado de Pope en el estado estadounidense de Arkansas. En el año 2010 tenía una población de 4681 habitantes y una densidad poblacional de 43,47 personas por km².

## Geografía
El municipio de Galla se encuentra ubicado en las coordenadas 35°11′25″N 93°4′0″O / 35.19028, -93.06667. Según la Oficina del Censo de los Estados Unidos, el municipio tiene una superficie total de 107.68 km², de la cual 103.26 km² corresponden a tierra firme y (4.1%) 4.42 km² es agua.

## Demografía
Según el censo de 2010, había 4681 personas residiendo en el municipio de Galla. La densidad de población era de 43,47 hab./km². De los 4681 habitantes, el municipio de Galla estaba compuesto por el 89.47% blancos, el 0.68% eran afroamericanos, el 0.53% eran amerindios, el 0.75% eran asiáticos, el 0.02% eran isleños del Pacífico, el 6.02% eran de otras razas y el 2.52% pertenecían a dos o más razas. Del total de la población el 8.5% eran hispanos o latinos de cualquier raza.